# Mónica Bosch
Mónica Bosch Forrellad (* 9. September 1972 in Sabadell) ist eine ehemalige spanische Skirennläuferin.

## Karriere
Bosch gab ihr internationales Renndebüt bei den Weltmeisterschaften 1993 in Morioka, wobei sie den 29. Platz im Slalom belegte. Im darauffolgenden Jahr nahm sie erstmals an Olympischen Winterspielen teil. Bei den Wettkämpfen in Lillehammer konnte sie die Ergebnisse der Weltmeisterschaften des Vorjahres noch übertreffen, als beste Platzierung erreichte sie Rang 22 im Riesenslalom.
Zu Beginn des Winters 1994/95 gewann Bosch beim Slalom von Park City mit dem 29. Platz ihre ersten Weltcuppunkte. Im weiteren Verlauf des Winters feierte sie den größten Erfolg ihrer Karriere, als sie bei der Winter-Universiade in Jaca die Goldmedaillen im Riesenslalom und Slalom gewinnen konnte. Es waren dies die ersten Goldmedaillen für Spanien bei einer Winter-Universiade.
Ein knappes Jahr nach ihren ersten Weltcuppunkten erreichte Bosch mit Rang 21 beim Slalom von Vail ihre beste Weltcupplatzierung. Bei den Weltmeisterschaften 1996 erreichte sie mit dem 17. Platz im Slalom ihr bestes Ergebnis bei einem internationalen Großereignis.
An diese Leistungen konnte Bosch jedoch in den darauffolgenden Jahren nicht wirklich anschließen. So gelang ihr bis zu ihrem Karriereende nur noch dreimal eine Platzierung in den Weltcuppunkten. Auch bei internationalen Großereignissen gelangen ihr keine zählbaren Ergebnisse mehr.
Lediglich bei den spanischen Meisterschaften gelangen Bosch noch Erfolge, so wurde sie 1996 und 1997 jeweils spanische Meisterin im Slalom.
Ihr letztes internationales Rennen bestritt Bosch am 29. Dezember 1999 in Lienz, danach ist sie nicht mehr als Rennläuferin in Erscheinung getreten.

## Erfolge

### Olympische Winterspiele
- Lillehammer 1994: 22. Riesenslalom, 23. Slalom
- Nagano 1998: DNF Slalom

### Weltmeisterschaften
- Morioka 1993: 29. Slalom, DNF Riesenslalom[2]
- Sierra Nevada 1996: 17. Slalom
- Sestriere 1997: DSQ Slalom
- Vail/Beaver Creek 1999: DNF Slalom

### Weltcup
- 5 Platzierungen unter den besten 30

### Europacup
- 6 Platzierungen unter den besten 10, davon 2 Podestplätze

### Nor-Am Cup
- Eine Platzierung unter den besten 20

### South American Cup
- Eine Platzierung unter den besten 20

### Universiade
- Jaca 1995: 1. Riesenslalom, 1. Slalom

### Weitere Erfolge
- Spanische Meisterin im Slalom (1996, 1997)
- Spanische Vizemeisterin im Riesenslalom (1995, 1996)
- Bronze bei den Spanischen Meisterschaften im Riesenslalom (1997)
- 6 Podestplätze bei FIS-Rennen